# Кунзанг Чоден
Кунзанг Чоден (енгл. Kunzang Choden; рођена 1952. у Бумтангу) је бутански писац. Она је прва жена из Бутана која је написала роман на енглеском језику.

## Биографија
Рођена је џонгхагу Бумтанг. Њени родитељи су били властела. Када је имала девет година, отац је послао у школу у Индији где је научила енглески језик. Дипломирала је студије психологије у главном граду Индије Делхију и социологију у Линколну, који се налази у америчкој савезној држави Небраски. Радила је за Програм Организације уједињених нација за развој у Бутану. Она и њен супруг Швајцарац тренутно живе у главном граду Бутана Тимбу.
Круг Карме (Circle of Karma) објављен 2005. године, је њен први роман. Радња романа је смештена у педесетим годинама двадесетог века, почетак модернизације Бутана. Главни лик је жена из Бутана која ради као путар. Она је приморана да се носи са традиционалном поделом послова на полове и новом врстом сексизма која се развила када су мушкарци добили економску слободу.